# Sertularella unituba
Sertularella unituba är en nässeldjursart som beskrevs av Calder 1991. Sertularella unituba ingår i släktet Sertularella och familjen Sertulariidae. Inga underarter finns listade i Catalogue of Life.